# Friedrich zu Erbach-Erbach

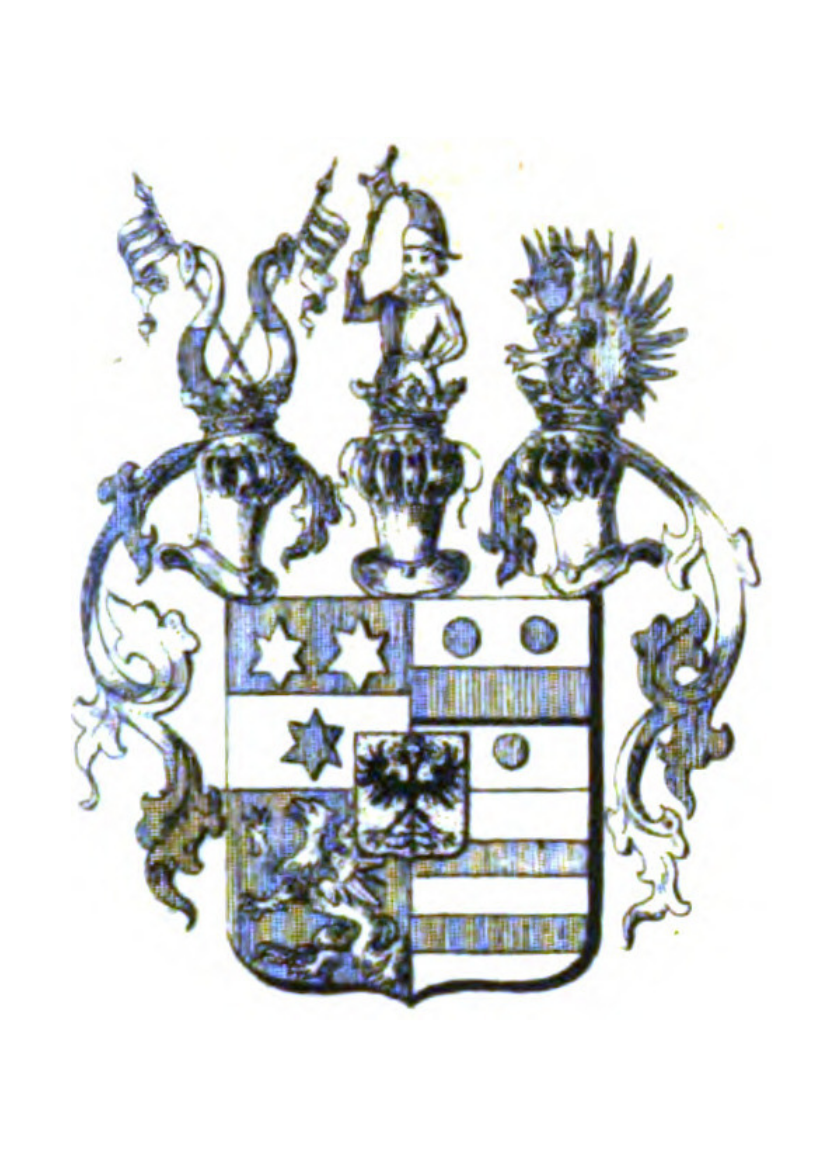
Wappen der Grafen zu Erbach-Erbach und von Wartenberg-Roth (Schildviertel 1: Grafen zu Erbach, 2: Grafen Kolb von Wartenberg, 3: Reichsabtei Rot an der Rot, 4: Herren zu Breuberg; Herzschild: kaiserliches Gnadenwappen mit doppelköpfigem Reichsadler und dem Buchstaben F [für Kaiser Franz I.])

Franz Georg Friedrich Christian Eginhard Graf zu Erbach-Erbach, Herr zu Breuberg und Wildenstein, seit 1806 durch Adoption zugleich Graf von Wartenberg-Roth, Herr zu Curl und Ostermannshofen, später auch Herr zu Steinbach (* 4. Januar 1785 in Erbach (Odenwald); † 2. September 1854 in Heidelberg), war ein bayerischer Generalmajor à la suite und als Angehöriger des  altadeligen Hauses Erbach Vertreter der Standesherrschaft Erbach-Erbach in der Ersten Kammer der Landstände des Großherzogtums Hessen.

## Familie
Friedrich zu Erbach-Erbach war das siebte und letzte Kind und der zweite Sohn des Grafen Franz I. zu Erbach-Erbach (1754–1824) aus seiner ersten Ehe mit Luise Charlotte Polyxene zu Leiningen-Dagsburg (1755–1785). Er blieb unverheiratet und hatte keine Nachkommen.
Im Jahr 1804 wurden Friedrich und sein älterer Bruder Carl (1782–1835) vom erbenlosen Grafen Ludwig Kolb von Wartenberg (1752–1818), dem Bruder der zweiten Ehefrau des Grafen Franz I. und Witwe des Grafen Friedrich August zu Erbach-Fürstenau (1755–1844), Charlotte Louise Polyxene geb. Kolb von Wartenberg (1755–1785), adoptiert, wodurch sie mit kaiserlicher Genehmigung vom Januar 1806 zusätzlich Titel und Wappen der Grafen von Wartenberg-Roth erhielten, ohne jedoch den alten Stammesnamen Kolb ihres Adoptivvaters fortzusetzen.

## Leben
Nach Privatunterricht durch Hauslehrer begann Friedrich eine militärische Laufbahn in der Bayerischen Armee und kämpfte mit dieser in den Koalitionskriegen zunächst in den Feldzügen des Jahres 1809 im Bündnis mit dem  napoleonischen Frankreich, dann nach der Völkerschlacht bei Leipzig 1813 wie sein Bruder Carl gegen die Franzosen. Er erreichte im aktiven Dienst den Rang eines Obristlieutenants. Nach dem „Zweiten Pariser Frieden“ 1815 nahm er als bayerischer Generalmajor à la suite seinen Abschied und führte als apanagierter Miterbe zunächst 1818 der Grafschaft Wartenberg-Roth im Königreich Württemberg und dann 1823 der Teilgrafschaft Erbach-Erbach bis zu seinem Tode ein unauffälliges Privatleben. Wie sein Bruder nannte er sich Graf zu Erbach-Erbach und von Wartenberg-Roth, Herr zu Breuberg, Wildenstein, Curl und Ostermannshofen; da er zeitweise im Besitz des Amtes Steinbach der Grafschaft Wartenberg-Roth war, das im Königreich Bayern lag, nannte er sich zusätzlich auch Herr zu Steinbach.
Während seiner militärischen Laufbahn war Friedrich zu Erbach-Erbach Ritter der französischen Ehrenlegion geworden; außerdem war er Ritter des Königlich Preußischen St. Johanniter-Ordens.
Zum Lebensende seines Bruders Carl zu Erbach-Erbach und nach dessen Tod im Jahr 1835 vertrat Friedrich diesen und dessen noch minderjährigen Sohn und Nachfolger in der Regierung der Standesherrschaft Erbach-Erbach Eberhard (1818–1884) von 1834 bis 1836 in der Ersten Kammer der Landstände des Großherzogtums Hessen (Vereidigung am 29. April 1834).